# Tricimba pandanicola
Tricimba pandanicola är en tvåvingeart som beskrevs av Ismay 1993. Tricimba pandanicola ingår i släktet Tricimba och familjen fritflugor. Inga underarter finns listade i Catalogue of Life.